# Maintal-Sängerbund
Der Maintal-Sängerbund 1858 e. V. (MSB) ist ein Verband mit Sitz in Aschaffenburg die Dachorganisation der Gesangvereine in westlichen Unterfranken. Benachbarte Verbände sind der Badische Chorverband der Fränkische Sängerbund und der Hessische Sängerbund.

## Struktur
Der Maintal-Sängerbund ist in 7 Sängerkreise gegliedert.

### Sängerkreise
In den Sängerkreisen sind 175 Vereine organisiert:
- Sängerkreis Alzenau (25 Vereine)[2]
- Sängerkreis Aschaffenburg (39 Vereine)[3]
- Sängerkreis Lohr (23 Vereine)[4]
- Sängerkreis Miltenberg (23 Vereine)[5]
- Sängerkreis Obernburg (44 Vereine)[6]
- Sängerkreis Schöllkrippen (13 Vereine)[7]
- Sängerkreis Untermain (8 Vereine)[8]

### Jugendarbeit
Der Bund und 5 Kreise besitzen Jugendreferenten.